# Bruno Rossetti
Pour les articles homonymes, voir Rossetti.
Bruno Rossetti, né le 9 octobre 1960 à Troyes et mort le 9 février 2018 à Montecatini, est un tireur sportif franco-italien.

## Carrière
Bruno Rossetti, né en France, remporte la médaille d'argent en skeet par équipes aux Championnats du monde de tir 1978 à Séoul sous les couleurs françaises avec Jean-François Petitpied, Élie Penot et Gérard Crépin.
Il est ensuite naturalisé italien.
Il participe aux Jeux olympiques de 1992 à Barcelone et remporte la médaille de bronze dans l'épreuve du skeet, en passant à l'histoire aussi pour avoir été battu par une femme, la Chinoise Zhang Shan.
Le palmarès de Bruno Rossetti  comporte également deux titres de champion du monde et quatre titres européens, dont deux remportés sous le drapeau italien (1980 et 1989), et deux sous le drapeau français (1982 et 1979).
Bruno Rossetti est mort le 9 février 2018 à Montecatini, sa ville d'adoption, où il poursuivait sa vie sportive en tant que manager et technicien de renommée internationale.

## Famille
Son fils Gabriele Rossetti est aussi un tireur sportif.